# Fiery Creek
Fiery Creek är ett vattendrag i delstaten Victoria i Australien. Fiery Creek har sin källa i bergen öster om Ararat, på berget Mount Coles sydöstra sluttningar och rinner väster och söderut till sin mynning på den östra sidan av Lake Bolac.
Nära Fiery Creeks mynning vid Lake Bolac ligger den mindre sjön Lake Turangmoroke.
Fiery Creek har sitt lopp genom ett varierat landskap, från skogklädda kullar omkring källan, till slätter med gräs- och jordbruksmark längre söderut, samt busk- och våtmarker. Årstiderna i området är kontrastrika, då det mesta regnet faller på vintern (juni, juli, augusti) och ger grönskande gräs, medan sommaren (december, januari, februari) är torr med risk för gräsbrand.
Samhället Streatham ligger längs vattendraget. 